# M551 Sheridan
M551 Sheridan var en amerikansk lätt stridsvagn utvecklad för att understödja luftburna trupper. Stridsvagnen är namngiven efter general Philip Sheridan.  

## Historia
I augusti 1959 började USA:s armé att efterfråga ett fordon som kunde ersätta M41 Walker Bulldog. M41 var med sina 25 ton för tung för att fylla rollen som lätt stridsvagn; den var inte amfibisk och den kunde inte fällas med fallskärm från flygplan. Dessutom var den en nödlösning som satts i produktion för att snabbt kunna ersätta M24 Chaffee som var alltför underlägsen Nordkoreas T-34:or.
Den första prototypen stod färdig 1962 och serieproduktion började 1965. Totalt 1 700 vagnar tillverkades innan produktionen upphörde 1970.
M551 Sheridan användes flitigt under Vietnamkriget. De första vagnarna anlände till Vietnam i januari 1969 och tilldelades 4:e och 11:e pansarkavalleriregementena. Två år senare var 200 Sheridans i tjänst i Vietnam. Jämfört med den tyngre M48 Patton hade M551 Sheridan betydligt bättre terrängframkomlighet, men de visade sig vara sårbara för stridsvagnsminor och lätta pansarvärnsvapen som RPG-7. Den grovkalibriga kanonen gjorde vagnen populär bland infanteri som understödsvapen trots att eldhastigheten var låg (ca två skott per minut). Dessutom fick de aldrig tillfälle att använda sitt kraftfullaste vapen; Pansarvärnsroboten MGM-51 Shillelagh.
US Army började avveckla M551 Sheridan 1978, men eftersom det inte fanns någon ersättare i rollen som understöd vid luftlandsättning fick 82. Luftburna Divisionen behålla sina Sheridans fram till 1997. Dessa vagnar användes både vid USA:s invasion av Panama och Kuwaitkriget. Under Operation Desert Shield var M551 Sheridan de första stridsvagnar som anlände till Saudiarabien.
Flera projekt avsedda att producera en ersättare för M551 Sheridan har påbörjats för att sedan läggas ned. 1997 började dock M1128 Mobile Gun System (baserad på LAV III) att tas i tjänst och de M551 som fanns kvar överfördes till Nationella Träningscentret vid Fort Irwin där de byggdes om för att visuellt efterlikna olika utländska fordon.

## Konstruktion
Eftersom M551 Sheridan var avsedd att kunna luftlandsättas byggdes chassiet i aluminium för att få ner vikten så mycket som möjligt. Tornet byggdes dock i svetsat stål och fick samma lågtryckskanon som M60A2 vilket var en kortad variant av kanonen från MBT-70. Kanonen konstruerades vid en tid då man trodde att framtidens pansarstrid skulle komma att utkämpas på flera kilometers håll och att pansarvärnsrobotar var enda möjligheten att uppnå acceptabel verkan och träffsäkerhet på de avstånden. Kanonen konstruerades därför för att kunna avfyra MGM-51 Shillelagh mot mål på långt avstånd och vanliga pansarspränggranater mot mål på kortare håll. I efterhand kan man konstatera att det var en misslyckad konstruktion. Pansarstrid utkämpas sällan på avstånd över 2 km och då ger pilprojektiler bättre verkan mot andra stridsvagnar.

## Bilder

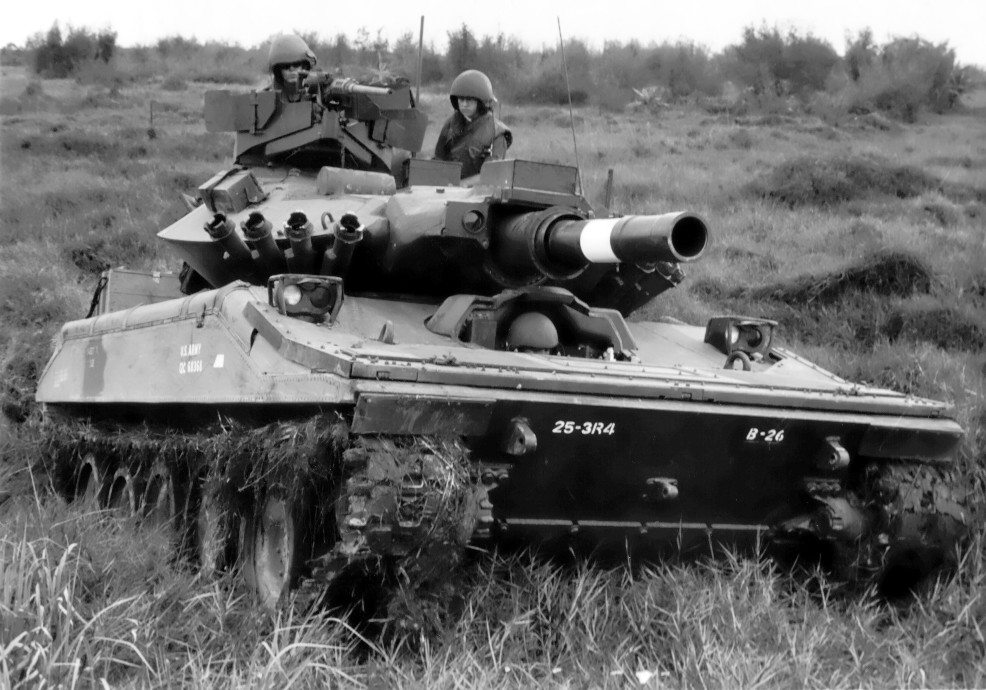
M551 Sheridan tillhörande 4:e pansarkavalleriregementet i Vietnam.
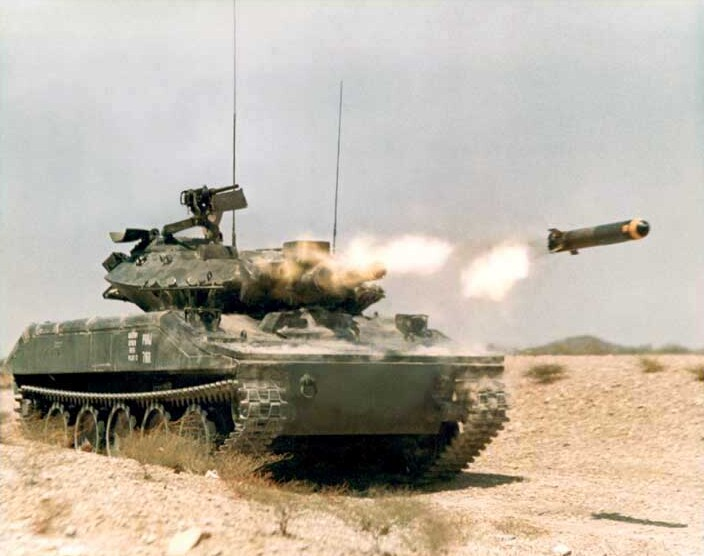
En M551 Sheridan genomför en provskjutning med pansarvärnsroboten Shillelagh.
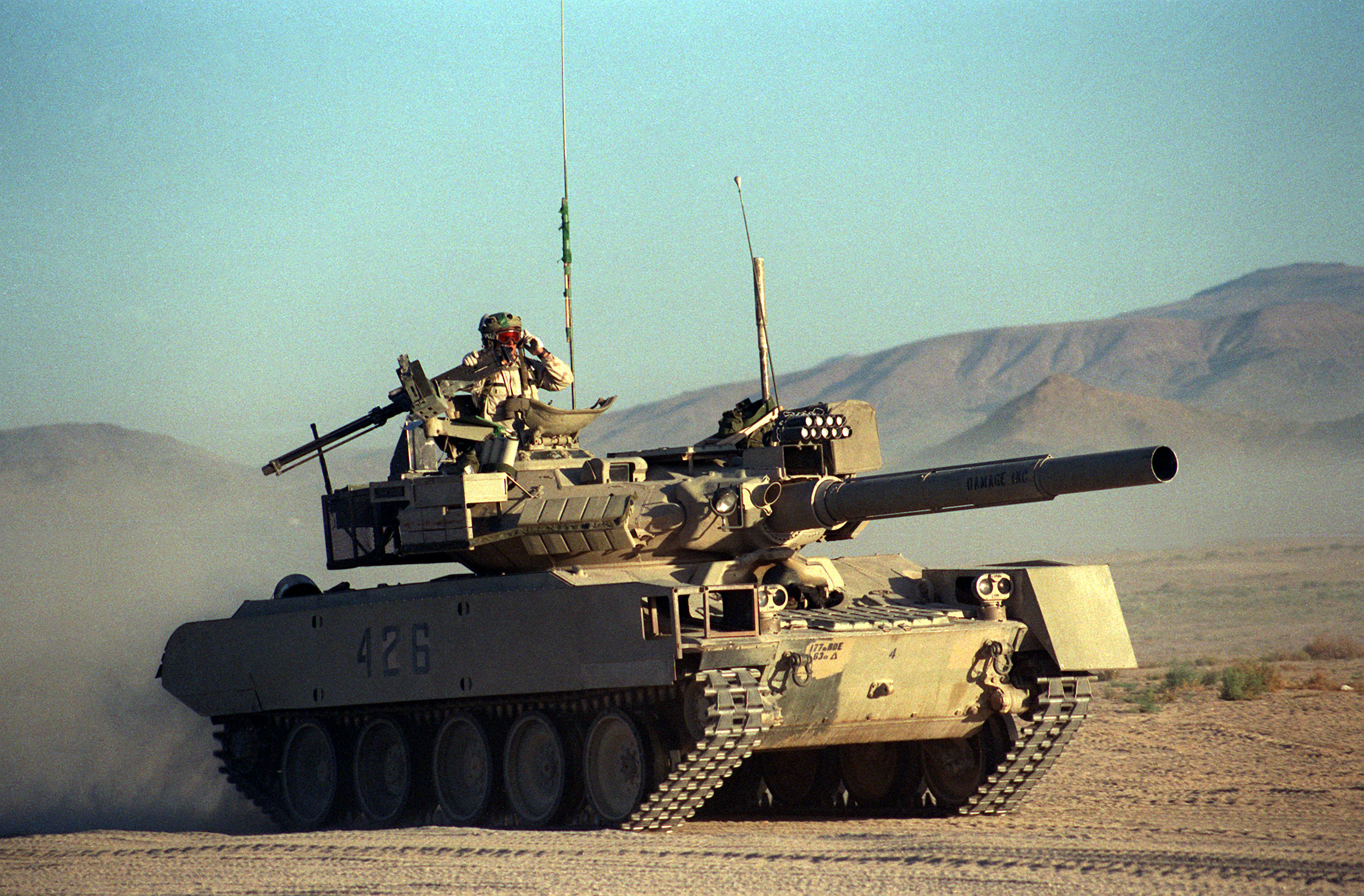
En M551 ombyggd för att likna en rysk T-80